# Urban Dance
Urban Dance è il ventesimo album in studio del gruppo musicale giapponese Boris, pubblicato nel 2015.

## Tracce
1. Un, deux, trois – 4:30
2. Surrender – 7:45
3. Choreographer – 8:46
4. Endless – 9:43
5. Game of Death – 11:19

## Formazione
- Takeshi – basso, chitarra, voce
- Wata – chitarra, voce, effetti, echo
- Atsuo – batteria, voce